# 腎蕨

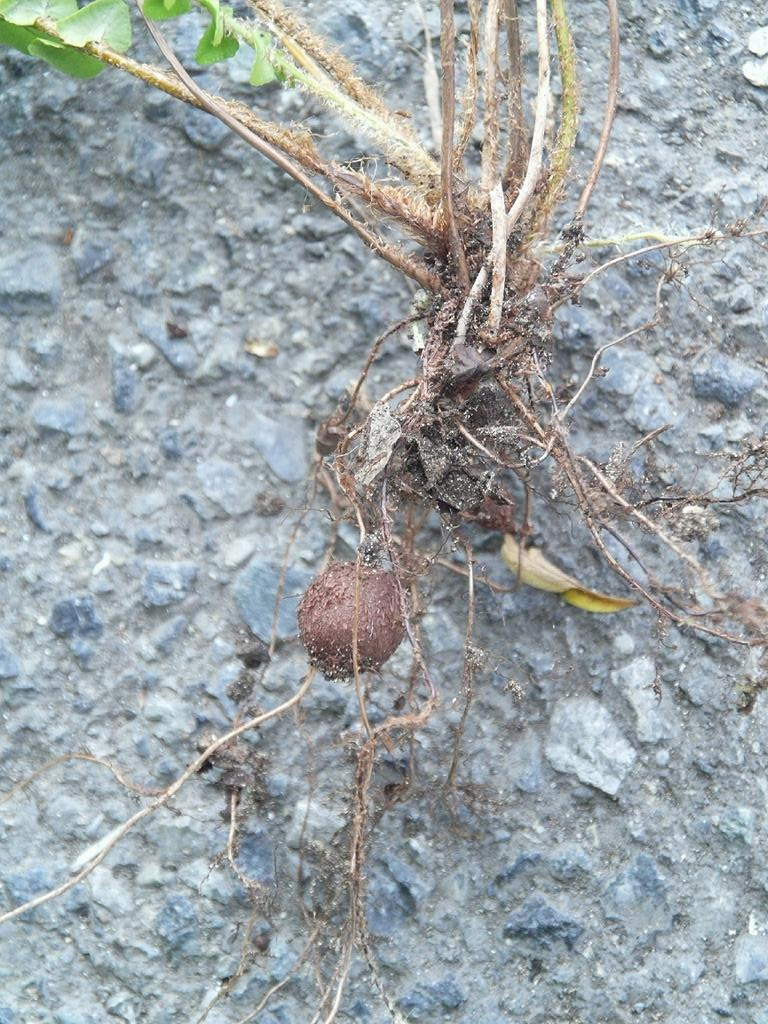
球莖

腎蕨（學名：Nephrolepis cordifolia、Nephrolepis auriculata），腎蕨科腎蕨屬，又名蜈蚣草、山雞蛋、羊齒、鐵雞蛋、凰凰蛋、鹽雞蛋、山檳榔、玉羊齒。叶长30～70厘米，因其孢子囊形狀如同腎臟之形，（一說是因其球莖如腎）故有「腎蕨」之名。
腎蕨原產於澳大利亞北部、夏威夷和亞洲，它是良好的插花材料。此外还為重要的取水植物，於野外可補充水份；嫩芽及球莖可食。于其生长环境要求不高，因此几乎无处不可生长，在新西兰和美国佛罗里达州等地甚至成為入侵物種。

## 外部連結
- Nephrolepis cordifolia （页面存档备份，存于），Global Invasive Species Database
- . ITIS.   [2011-11-07].